# حزب شعب جامو وكشمير الديمقراطي
حزب شعب جامو وكشمير الديمقراطي هو حزب سياسي تابع للدولة في ولاية جامو وكشمير بالهند، أسسه مفتي محمد سيد، خلفته ابنته محبوبة مفتي كزعيم للحزب ورئيسة وزراء جامو وكشمير بعد وفاته في يناير 2016.

## تاريخ الحزب
تأسس في عام 1998 من قبل وزير الداخلية السابق مفتي محمد سيد، واستطاع أن يصل إلى السلطة في جامو وكشمير في انتخابات الجمعية العامة في أكتوبر 2002، وفي عام 2004 حصل الحزب على مقعد واحد في لوك سبها وفي راجيا سبها، وانضم الحزب في التحالف التقدمي المتحد الحاكم في الانتخابات العامة لعام 2009.
ترأس مفتي محمد سيد حكومة ائتلاف المؤتمر الوطني الهندي بين أكتوبر 2002 ونوفمبر 2005، وكان قائج الحزب حتى وفاته في 7 يناير 2016، ويرأس الحزب حاليًا ابنته محبوبة مفتي.
يدعم الحزب الحكم الذاتي للإقليم، وتمكين شعب جامو وكشمير في النقاشات حول القضايا الإقليمية السياسية.
في الانتخابات العامة لعام 2014 حصل الحزب على ثلاثة مقاعد في لوك سابها، ومقعدين في راجيا سبها، و28 مقعد في الجمعية التشريعية، وكون الحزب حكومة ائتلافية في جامو وكشمير مع حزب بهاراتيا جاناتا، حتى تخلى حزب بهاراتيا جاناتا عن الائتلاف في 19 يونيو 2018 بسبب مخاوف من الإرهاب والتطرف في كشمير.

## وصلات خارجية
- الموقع الرسمي.